# Symphyotrichum
Genre
Classification APG III (2009)
Symphyotrichum est un genre de plantes dicotylédones de la famille des astéracées.

## Liste d'espèces
Selon ITIS (31 Jan 2011) :
- Symphyotrichum adnatum (Nutt.) G.L. Nesom
- Symphyotrichum × amethystinum (Nutt.) G.L. Nesom
- Symphyotrichum anomalum (Engelm. ex Torr. & A. Gray) G.L. Nesom
- Symphyotrichum anticostense (Fernald) G.L. Nesom
- Symphyotrichum ascendens (Lindl.) G.L. Nesom
- Symphyotrichum × batesii (Rydb.) G.L. Nesom
- Symphyotrichum boreale (Torr. & A. Gray) A. Löve & D. Löve
- Symphyotrichum campestre (Nutt.) G.L. Nesom
- Symphyotrichum chapmanii (Torr. & A. Gray) Semple & Brouillet
- Symphyotrichum chilense (Nees) G.L. Nesom
- Symphyotrichum ciliatum (Ledeb.) G.L. Nesom
- Symphyotrichum ciliolatum (Lindl.) A. Löve & D. Löve
- Symphyotrichum × columbianum (Piper) G.L. Nesom
- Symphyotrichum concolor (L.) G.L. Nesom
- Symphyotrichum cordifolium (L.) G.L. Nesom
- Symphyotrichum cusickii (A. Gray) G.L. Nesom
- Symphyotrichum defoliatum (Parish) G.L. Nesom
- Symphyotrichum depauperatum (Fernald) G.L. Nesom
- Symphyotrichum drummondii (Lindl.) G.L. Nesom
- Symphyotrichum dumosum (L.) G.L. Nesom
- Symphyotrichum eatonii (A. Gray) G.L. Nesom
- Symphyotrichum elliotii (Torr. & A. Gray) G.L. Nesom
- Symphyotrichum ericoides (L.) G.L. Nesom
- Symphyotrichum eulae (Shinners) G.L. Nesom
- Symphyotrichum falcatum (Lindl.) G.L. Nesom
- Symphyotrichum fendleri (A. Gray) G.L. Nesom
- Symphyotrichum × finkii (Rydb.) G.L. Nesom (pro sp.)
- Symphyotrichum firmum (Nees) G.L. Nesom
- Symphyotrichum foliaceum (Lindl. ex DC.) G.L. Nesom
- Symphyotrichum fontinale (Alexander) G.L. Nesom
- Symphyotrichum frondosum (Nutt.) G.L. Nesom
- Symphyotrichum georgianum (Alexander) G.L. Nesom
- Symphyotrichum grandiflorum (L.) G.L. Nesom
- Symphyotrichum × gravesii (Burgess) G.L. Nesom
- Symphyotrichum greatae (Parish) G.L. Nesom
- Symphyotrichum hallii (A. Gray) G.L. Nesom
- Symphyotrichum hendersonii (Fernald) G.L. Nesom
- Symphyotrichum jessicae (Piper) G.L. Nesom
- Symphyotrichum kralii G.L. Nesom
- Symphyotrichum laeve (L.) Á. Löve & D. Löve
- Symphyotrichum lanceolatum (Willd.) G.L. Nesom
- Symphyotrichum lateriflorum (L.) Á. Löve & D. Löve
- Symphyotrichum laurentianum (Fernald) G.L. Nesom
- Symphyotrichum lentum (Greene) G.L. Nesom
- Symphyotrichum × longulum (Sheldon) G.L. Nesom
- Symphyotrichum molle (Rydb.) G.L. Nesom
- Symphyotrichum nahanniense (Cody) Semple
- Symphyotrichum novae-angliae (L.) G.L. Nesom
- Symphyotrichum novi-belgii (L.) G.L. Nesom
- Symphyotrichum oblongifolium (Nutt.) G.L. Nesom
- Symphyotrichum ontarionis (Wiegand) G.L. Nesom
- Symphyotrichum oolentangiense (Riddell) G.L. Nesom
- Symphyotrichum parviceps (E.S. Burgess) G.L. Nesom
- Symphyotrichum patens (Aiton) G.L. Nesom
- Symphyotrichum phlogifolium (Muhl. ex Willd.) G.L. Nesom
- Symphyotrichum pilosum (Willd.) G.L. Nesom
- Symphyotrichum plumosum (Small) Semple
- Symphyotrichum porteri (A. Gray) G.L. Nesom
- Symphyotrichum potosinum (A. Gray) G.L. Nesom
- Symphyotrichum praealtum (Poir.) G.L. Nesom
- Symphyotrichum pratense (Raf.) G.L. Nesom
- Symphyotrichum prenanthoides (Muhl. ex Willd.) G.L. Nesom
- Symphyotrichum priceae (Britton) G.L. Nesom
- Symphyotrichum puniceum (L.) Á. Löve & D. Löve
- Symphyotrichum pygmaeum (Lindl.) Brouillet & S. Selliah
- Symphyotrichum racemosum (Elliot) G.L. Nesom
- Symphyotrichum retroflexum (Lindl. ex DC.) G.L. Nesom
- Symphyotrichum rhiannon Weakley & Govus
- Symphyotrichum robynsianum (Rouss.) L. Brouillet & Labrecque
- Symphyotrichum × salignum (Willd.) G.L. Nesom
- Symphyotrichum × schistosum (Steele) G.L. Nesom
- Symphyotrichum sericeum (Vent.) G.L. Nesom
- Symphyotrichum shortii (Lindl.) G.L. Nesom
- Symphyotrichum simmondsii (Small) G.L. Nesom
- Symphyotrichum spathulatum (Lindl.) G.L. Nesom
- Symphyotrichum squamatum (Spreng.) G.L.Nesom, 1995
- Symphyotrichum × subgeminatum (Fernald) G.L. Nesom (pro sp.)
- Symphyotrichum subspicatum (Nees) G.L. Nesom
- Symphyotrichum subulatum (Michx.) G.L. Nesom
- Symphyotrichum × tardiflorum (L.) Greuter, M.V. Agab. & Wagenitz
- Symphyotrichum tenuifolium (L.) G.L. Nesom
- Symphyotrichum tradescantii (L.) G.L. Nesom
- Symphyotrichum turbinellum (Lindl.) G.L. Nesom
- Symphyotrichum undulatum (L.) G.L. Nesom
- Symphyotrichum urophyllum (Lindl.) G.L. Nesom
- Symphyotrichum vahlii (Gaudich.) G.L. Nesom
- Symphyotrichum × versicolor (Willd.) G.L. Nesom
- Symphyotrichum walteri (Alexander) G.L. Nesom
- Symphyotrichum welshii (Cronquist) G.L. Nesom
- Symphyotrichum × woldenii (Rydb.) G.L. Nesom
- Symphyotrichum yukonense (Cronquist) G.L. Nesom